# Дуб Сонця (пам'ятка природи)
Дуб Сонця- ботанічна пам'ятка природи місцевого значення в Україні в с. Мушкатівка Чортківського району Тернопільської області.                                                        

## Історія
4 червня 2019 року дуб був оголошений пам'яткою за поданням Марват З.Д. з  метою охорони та збереження дерева дуба  віком понад 200 років, що має природоохоронну, історико-культурну, еколого-освітню та естетичну цінність.

## Площа
Площа пам'ятки сягає всього 0,05 га